# Monlet
Monlet ist eine französische Gemeinde mit 406 Einwohnern (Stand: 1. Januar 2022) im Département Haute-Loire in der Region Auvergne-Rhône-Alpes (vor 2016 Auvergne). Sie gehört zum Arrondissement Le Puy-en-Velay sowie zum Kanton Plateau du Haut-Velay granitique. 

## Geographie
Monlet liegt etwa 33 Kilometer nordnordwestlich von Le Puy-en-Velay in der Naturlandschaft Emblavès (auch Emblavez geschrieben). Das Gemeindegebiet wird von den Flüssen Borne Occidentale und Borne Orientale durchquert.

### Nachbargemeinden
Die Nachbargemeinden von Monlet sind Sembadel im Norden, Félines im Norden und Nordosten, Bellevue-la-Montagne im Osten, Céaux-d’Allègre im Süden und Südosten, Allègre im Süden und Südwesten, La Chapelle-Bertin im Westen sowie Saint-Pal-de-Senouire im Westen und Nordwesten.

## Bevölkerungsentwicklung
| Jahr                       | 1962 | 1968 | 1975 | 1982 | 1990 | 1999 | 2006 | 2011 | 2017 |
| Einwohner                  | 656  | 572  | 511  | 437  | 399  | 377  | 407  | 411  | 420  |
| Quellen: Cassini und INSEE |      |      |      |      |      |      |      |      |      |

## Sehenswürdigkeiten
- Kirche La Nativité de la Sainte-Vierge

## Persönlichkeiten
- Pierre Monatte (1881–1960), militanter Anarchist und Gewerkschafter